# Vagabonds of the Western World
Vagabonds of the Western World – trzeci album studyjny irlandzkiej grupy hardrockowej Thin Lizzy, wydany 21 września 1973 przez wytwórnię Deram Records.

## Twórcy
- Eric Bell – gitara
- Brian Downey – perkusja
- Phil Lynott – gitara basowa, śpiew, gitara akustyczna

## Lista utworów
| 1.  | "Mama Nature Said" (Lynott)              | 4:52  |
|     |                                          |       |
| 2.  | "The Hero and the Madman" (Lynott)       | 6:08  |
|     |                                          |       |
| 3.  | "Slow Blues" (Downey, Lynott)            | 5:14  |
|     |                                          |       |
| 4.  | "The Rocker" (Bell, Downey, Lynott)      | 5:12  |
|     |                                          |       |
| 5.  | "Vagabond of the Western World" (Lynott) | 4:44  |
|     |                                          |       |
| 6.  | "Little Girl in Bloom" (Lynott)          | 5:12  |
|     |                                          |       |
| 7.  | "Gonna Creep up on You" (Bell, Lynott)   | 3:27  |
|     |                                          |       |
| 8.  | "A Song for While I'm Away" (Lynott)     | 5:10  |
|     |                                          |       |
| 9.  | "Whiskey in the Jar" (tradycyjna)        | 5:44  |
|     |                                          |       |
| 10. | "Black Boys on the Corner" (Lynott)      | 3:21  |
|     |                                          |       |
| 11. | "Randolph's Tango" (Lynott)              | 3:49  |
|     |                                          |       |
| 12. | "Broken Dreams" (Bell, Lynott)           | 4:26  |
|     |                                          |       |
|     |                                          | 57:19 |
|     |                                          |       |